# Championnats d'Europe de lutte 2009
Navigation
Édition précédente Édition suivante
Les Championnats d'Europe de lutte 2009 se sont tenus à Vilnius,  Lituanie, du 31 mars au 5 avril 2009.

## Podiums

### Hommes

#### Lutte libre
| Épreuves | Or                       | Argent               | Bronze                                   |
| -------- | ------------------------ | -------------------- | ---------------------------------------- |
| 55 kg    | Nariman Israpilov        | Besarion Cochashvili | Vladislav Andreev Radoslav Velikov       |
| 60 kg    | Zəlimxan Hüseynov        | Adam Batirov         | Malkhaz Kurdiani Vasyl Fedoryshyn        |
| 66 kg    | Andriy Stadnik           | Cəbrayıl Həsənov     | Malkhaz Muziashvili Zhirayr Hovhannisyan |
| 74 kg    | Çamsulvara Çamsulvarayev | Fırat Binici         | Kiril Terziev Murad Haydarau             |
| 84 kg    | Soslan Ktsoyev           | Ibrahim Aldatov      | Novruz Temrezov Gökhan Yavaşer           |
| 96 kg    | Xetaq Qazyumov           | Georgy Ketoyev       | Serhat Balcı Edgar Yenokyan              |
| 120 kg   | Ali Isayev               | Ruslan Basiev        | Vasili Tismenetski Recep Kara            |

#### Lutte gréco-romaine
| Épreuves | Or                 | Argent              | Bronze                                |
| -------- | ------------------ | ------------------- | ------------------------------------- |
| 55 kg    | Jani Haapamäki     | Mariusz Łoś         | Alexander Kostadinov Bekkhan Mankiev  |
| 60 kg    | Islambek Albiev    | Edward Barsegjan    | Ivo Angelov Eusebiu Diaconu           |
| 66 kg    | Ambako Vachadze    | Mikhail Siamionau   | Sharur Vardanyan Manuchar Tskhadaia   |
| 74 kg    | Arsen Julfalakyan  | Volodymyr Shatskykh | Selçuk Çebi Aliaksandr Kikiniou       |
| 84 kg    | Aleksey Mishin     | Nazmi Avluca        | Vitaliy Lishchynskyy Shalva Gadabadze |
| 96 kg    | Aslanbek Khouchtov | Mindaugas Ežerskis  | Marek Švec Jimmy Lidberg              |
| 120 kg   | Yuri Patrikeyev    | Jalmar Sjöberg      | Mihály Deák-Bárdos Nico Schmidt       |

### Femmes

#### Lutte libre
| Épreuves | Or                   | Argent                | Bronze                               |
| -------- | -------------------- | --------------------- | ------------------------------------ |
| 48 kg    | Mariya Stadnik       | Estera Dobre          | Sarianne Savola Lilia Kaskarakova    |
| 51 kg    | Ekatarina Krasnova   | Emese Szabó           | Yuliya Blahinya Francine De Paola    |
| 55 kg    | Nataliya Sinishin    | Alena Filipava        | Natalya Smirnova Ana Maria Pavăl     |
| 59 kg    | Johanna Mattsson     | Irina Khariv          | Yulia Rekvava Meryem Seloum Fatah    |
| 63 kg    | Monika Michalik      | Alena Kartashova      | Hanna Johansson Stefanie Stüber      |
| 67 kg    | Kateryna Burmistrova | Zumrud Gurbanhajiyeva | Ralitsa Ivanova Yulia Bartnovskaia   |
| 72 kg    | Stanka Zlateva       | Alena Starodubtseva   | Agnieszka Wieszczek Svetlana Sayenko |

## Tableau des médailles
| Rang | Nation      | Or | Argent | Bronze | Total |
| ---- | ----------- | -- | ------ | ------ | ----- |
| 1    | Russie      | 7  | 4      | 5      | 16    |
| 2    | Azerbaïdjan | 5  | 2      | 2      | 9     |
| 3    | Ukraine     | 3  | 3      | 5      | 11    |
| 4    | Arménie     | 2  | 1      | 2      | 5     |
| 5    | Pologne     | 1  | 2      | 1      | 4     |
| 6    | Suède       | 1  | 1      | 3      | 5     |
| 7    | Bulgarie    | 1  | 0      | 5      | 6     |
| 8    | Finlande    | 1  | 0      | 1      | 2     |
| 9    | Turquie     | 0  | 2      | 4      | '6    |
| 10   | Biélorussie | 0  | 2      | 3      | 5     |
| 11   | Géorgie     | 0  | 1      | 3      | 4     |
| 12   | Roumanie    | 0  | 1      | 2      | 3     |
| 13   | Hongrie     | 0  | 1      | 1      | 2     |
| 14   | Lituanie    | 0  | 1      | 0      | 1     |
| 15   | Allemagne   | 0  | 0      | 2      | 2     |
| 16   | Tchéquie    | 0  | 0      | 1      | 1     |
| 16   | France      | 0  | 0      | 1      | 1     |
| 16   | Italie      | 0  | 0      | 1      | 1     |